# Syncesia rhizomorpha
Syncesia rhizomorpha är en lavart som beskrevs av Tehler. Syncesia rhizomorpha ingår i släktet Syncesia och familjen Roccellaceae.   Inga underarter finns listade i Catalogue of Life.